# واندرلي ماريز
واندرلي ماريز (2 نوفمبر 1940 - 2 يوليو 2020) سياسي ومحامي برازيلي من ولاية ريو غراندي دو نورتي.

## الحياة المهنية
قبل ممارسة مهنة السياسة، التحقت ماريز بالجامعة في جامعة فلومينينسي الفيدرالية وتخرجت في القانون. في عام 1974 تم انتخاب ماريز عضوًا في مجلس النواب البرازيلي ممثلاً لولاية ريو غراندي دو نورتي وامتدت ولايته الأولى من 1975 إلى 1979. في عام 1978 أعيد انتخابه نائبًا فيدراليًا لريو غراندي دو نورتي وهذه المرة بقي في منصبه بين 1979 و1983. في عام 1982 أعيد انتخابه لولايته الثالثة والأخيرة كنائب اتحادي وامتدت ولايته الأخيرة من 1983 إلى 1987. في عام 1986 قرر الترشح لمنصب في مجلس الشيوخ البرازيلي يمثل ريو غراندي دو نورتي، لكنه فشل في النهاية في الحصول على أصوات كافية ليتم انتخابه. في عام 2008 قرر الترشح لمنصب عمدة كايكو لكنه فشل في النهاية في الفوز. بين عامي 1987 و1989 عمل ماريز كوزير للداخلية والعدل في ولايته بعد أن عينه الحاكم جيرالدو ميلو.

## الحياة الشخصية والوفاة
شغل والده دينارت ماريز الذي كان سياسيًا أيضًا مناصب سياسية مرموقة مختلفة، مثل: حاكم ريو غراندي دو نورتي (1956-1961) وعضو مجلس الشيوخ عن ريو غراندي دو نورتي (1955-1956 و1963-1984).
في 2 يوليو 2020 توفي ماريز في ناتال عن عمر يناهز 79 عامًا بسبب المضاعفات الناجمة عن كوفيد 19 أثناء الجائحة في البرازيل.